# 尾道西パーキングエリア
尾道西パーキングエリア（おのみちにしパーキングエリア）は、かつて、広島県尾道市福地町の尾道バイパス（国道2号）上に存在したパーキングエリア。下り線（広島方面）のみに存在したパーキングエリアである。木原道路（福山本郷道路）建設のため、2015年3月30日午後10時をもって廃止された。

## 道路
- 尾道バイパス（国道2号）

## 施設

### 下り線（三原市街、呉、広島方面）
- 駐車場
  - 大型：14台
  - 小型：22台
  - 車椅子用：2台
- トイレ
  - 男：大3（和式2、洋式1）、小5
  - 女：5（和式4、洋式1）
  - 身障者用：1
- スナック（食堂）（平日8:00 - 21:00、土日祝日9:00 - 20:00）なお、食堂は2013年12月10日21時をもって一足先に閉鎖された。[2]

- 情報コーナー（平日8:00 - 21:00、土日祝日9:00 - 20:00）

## 隣
尾道バイパス
吉和IC - 尾道西PA - 国道2号一般道路

## 備考
- 上り線（福山、笠岡方面）側に当パーキングエリア（以下PA）はなかったが、その代わりに、駐車場、公衆便所、公衆電話を備えたミニPAのような休憩所があった。なお、上り線（福山、笠岡方面）側の駐車場、便所も4車線化のため2020年1月15日22時をもって閉鎖され、便所と公衆電話も完全に撤去される予定である。[3]
- このPAにはスタンプが設置されていて、赤と黒の2種類あった。